# Raphanus sativus

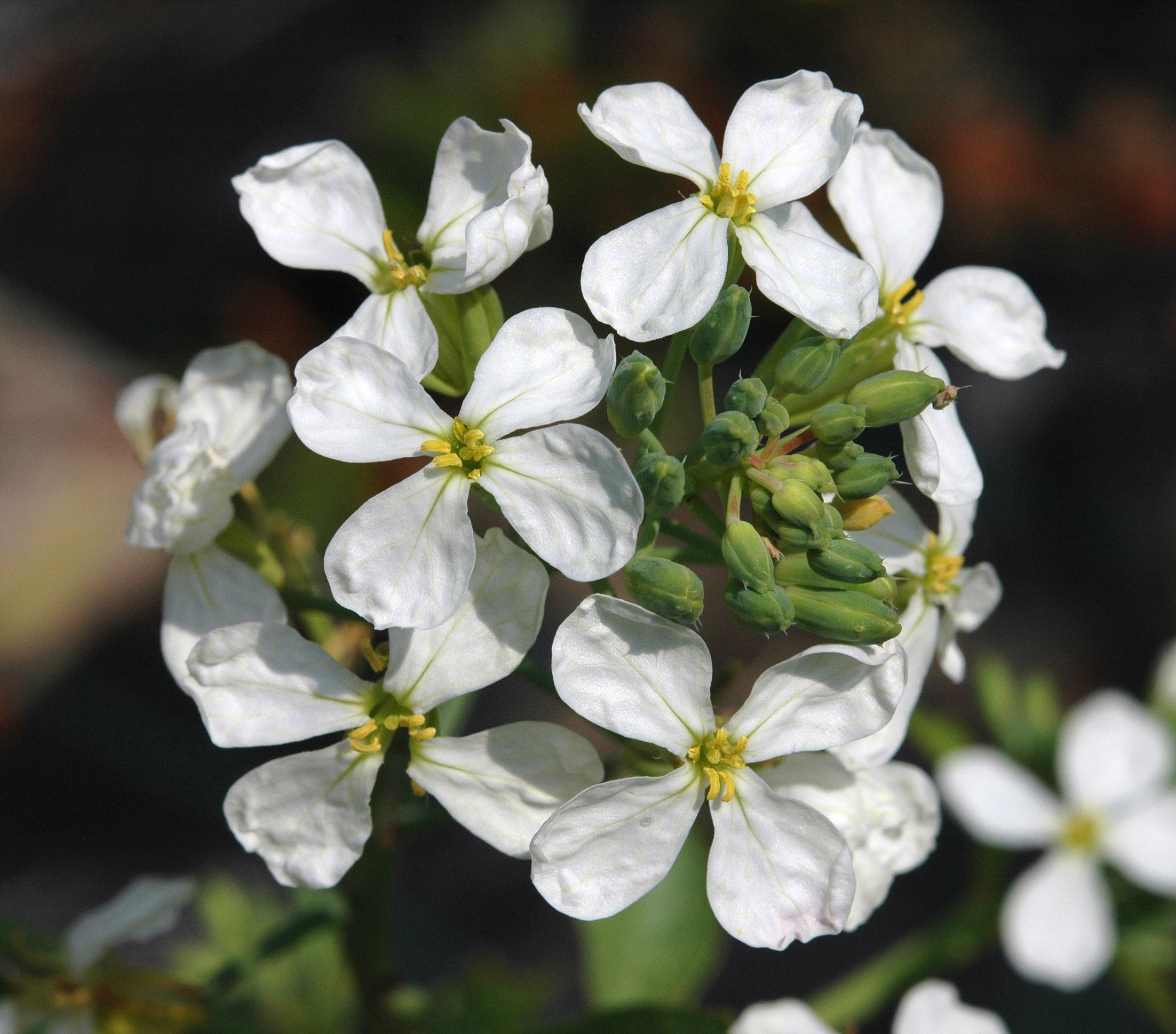
Flores.

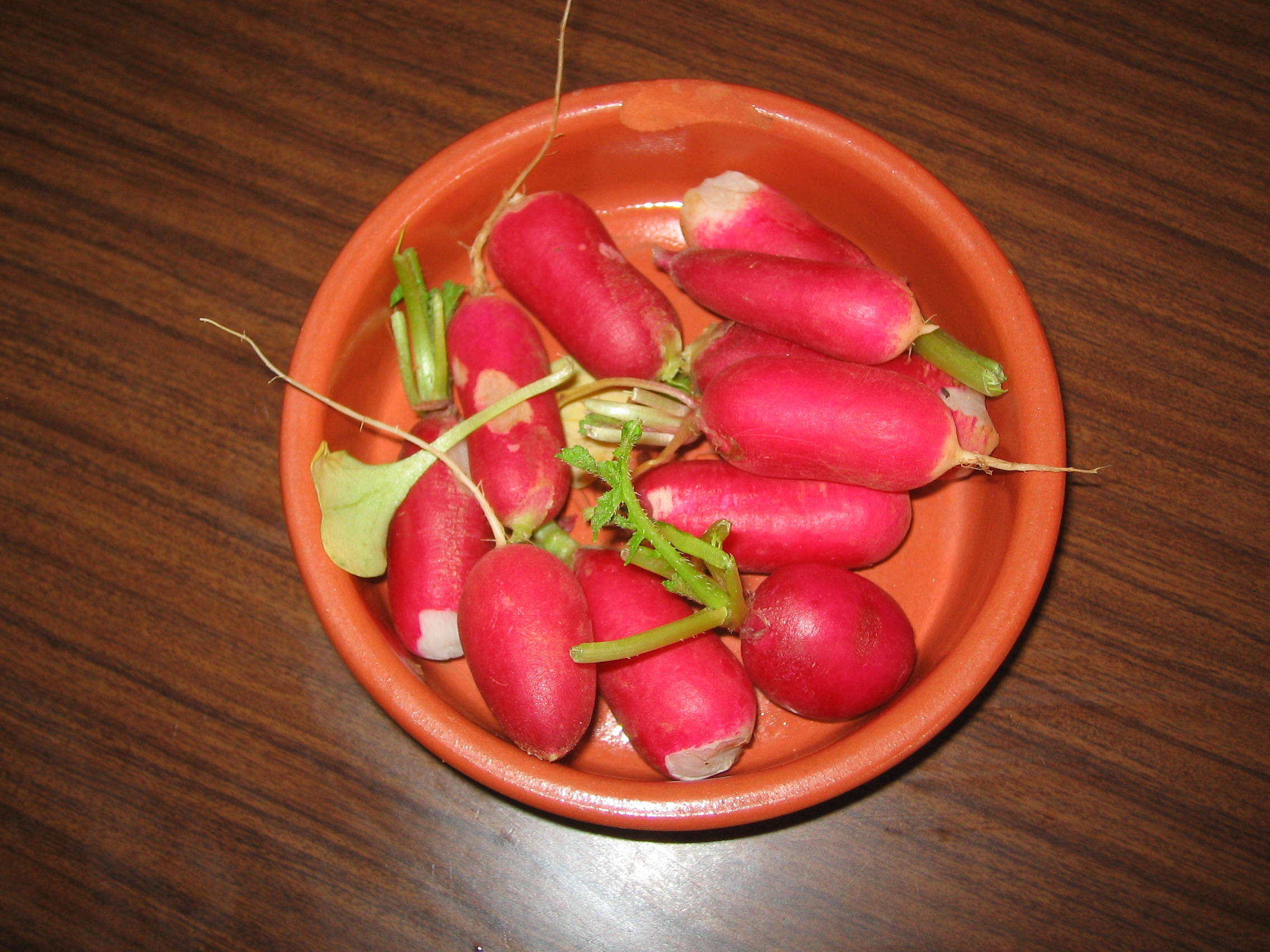
Rábanos rojos.

Raphanus sativus, el rábano,  es una especie de la familia Brassicaceae que se cultiva por sus raíces comestibles. Al ser fáciles de cultivar y rápidos de cosechar, los jardineros  suelen plantar rábanos. Otro uso del rábano es como cobertura o cultivo intermedio en invierno, o como cultivo de forraje.
Hay ciertas subespecies que reciben nombres vulgares diferentes, por ejemplo, R. sativus var. sativus es el rábano o rabanito y R. sativus var. longipinnatus se conoce, entre otros nombres, como rábano blanco, rábano japonés o daikon. 
- Observaciones: El género Raphanus podría  concebirse como constituido por una sola especie, Raphanus raphanistrum, muy polimorfa, de la que habría surgido por domesticación el rábano cultivado (Raphanus sativus) que, aquí, sí se considera una  especie[3] aunque no esté reconocida aún como tal, y su validez sujeta a revisión.[4]

## Descripción
Planta anual o bienal de raíz axonomorfa. Tallo de 20-100 cm, erecto, poco ramificado, glabro o algo hispido en la base. Hojas basales de hasta 30cm, pecioladas, en rosetas, lirado-pinnatisectas, con 2-3 pares de segmentos laterales y uno terminal de mayor tamaño, sub-orbicular; las superiores, de ovadas a oblongo-lanceoladas. Racimos de 10-50 flores con pedicelos de 5-15 mm en la antesis, 10-30 en la fortificación. Sépalos de 6-11 mm y pétalos 15-20 mm, blanco-rosados o violetas más o menos veteados. Los frutos son silicuas indehiscentes de 30-60 por 6-12 mm, erecto-patentes con artejo valvar residual de 1,5-2,5 mm, sin semilla, raramente monospermo y el superior de 25-70 por 8-15 mm, cilíndrico, longitudinalmente estriado, con 2-10 semillas y terminado en un pico cónico de 10-15 mm. Dichas semillas, de 3-4 mm, de contorno elipsoidal truncado, reticulada-estriadas y de color verde cuando son inmaduras y que se tornan pardas en la madurez, están inmersas en un tupido tejido esponjoso blanco que se desarrolla durante esta maduración.
El rábano es una especie diploide y tiene 18 cromosomas (2n=18). Se estima que el genoma del rábano contiene entre 526 y 574 millones de pares de bases.
La pulpa de los rábanos cosechados en el momento adecuado es crujiente y dulce, pero se vuelve amarga y dura si esta verdura se deja en el suelo por mucho tiempo.Las hojas están dispuestas en roseta. Tienen forma de lira, es decir, que están divididos pinnadamente con un lóbulo terminal agrandado y lóbulos laterales más pequeños.  Los frutos son pequeñas vainas que se pueden comer cuando son jóvenes.

## Distribución y hábitat
Originaria de Eurasia y o del Mediterráneo oriental, introducido y cultivado en casi todo el mundo. 
A veces escapado de cultivo en cunetas, ribazos y baldíos. 
Crece desde el nivel del mar hasta 1300 m de altitud, y florece todo el año.

## Historia
Actualmente, hay variedades de rábano ampliamente distribuidas por todo el mundo, pero casi no hay registros arqueológicos disponibles que ayuden a determinar su historia temprana y su domesticación. Sin embargo, los científicos han localizado tentativamente el origen de Raphanus sativus en el sudeste asiático, ya que es la única región donde se han descubierto formas verdaderamente salvajes. India, China central y Asia central parecen haber sido centros secundarios donde se desarrollaron diferentes formas. Los rábanos entran en el registro histórico en el siglo III a. C.. Los agricultores griegos y romanos del siglo I d. C. dieron detalles de variedades pequeñas, grandes, redondas, largas, suaves y afiladas. El rábano parece haber sido uno de los primeros cultivos europeos introducidos en América. Un botánico alemán informó que en 1544 había rábanos que pesaban 45 kilogramos (100 libras) y aproximadamente 90 centímetros (3 pies) de largo, aunque la única variedad de ese tamaño hoy en día es el rábano japonés Sakurajima. La forma grande, suave y blanca del este de Asia se desarrolló en China, aunque en Occidente se asocia principalmente con el daikon japonés.

## Taxonomía
Raphanus sativus fue descrito por Carlos Linneo y publicado en Species Plantarum 2: 669. 1753.
Etimología
Raphanus: nombre genérico que deriva del Griego ράφανος y luego el Latín rǎphǎnus que designaba el Raphanus sativus y sus variedades, en particular la variedad niger, en la antigüedad, y viene descrito en la Naturalis Historia (19, XXVI, 80) de Plinio el Viejo. 
sativus: epíteto latíno que significa "cultivado".
Sinonimia
- Raphanus taquetti H.Lév.
- Raphanus sativus subsp. esculentus Metzg.
- Raphanus sativus var. hortensis Backer
- Raphanus sativus var. niger (Mill.) J.Kern.
- Raphanus sativus subsp. sinensis Sazonova & Stank.
- Raphanus sativus var. raphanistroides (Makino) Makino
- Raphanus sativus f. raphanistroides Makino
- Raphanus sativus var. radicula Pers.
- Raphanus sativus var. macropodus (H. Lév.) Makino
- Raphanus sativus var. longipinnatus L.H.Bailey
- Raphanus raphanistrum subsp. sativus Schmalh.
- Raphanus raphanistrum var. sativus (L.) Domin
- Raphanus raphanistrum var. sativus (L.) Beck
- Raphanus raphanistroides (Makino) Nakai
- Raphanus macropodus H. Lév.
- Raphanus candidus Vorosc
- Raphanus acanthiformis var. raphanistroides (Makino) Hara
- Raphanus acanthiformis J.M.Morel ex Sasaki
- Raphanus avemuscande J.A.L.[4]

### Subespecies
| Cultivar           | Imagen | Nombre                                   |
| ------------------ | ------ | ---------------------------------------- |
| Rábano verde       |        | Raphanus sativus var. caudatus           |
| Daikon             |        | Raphanus sativus var. longipinnatus      |
| Rábano negro       |        | Raphanus sativus subsp. niger var. niger |
| Rábano para aceite |        | Raphanus sativus var. oleiformis         |
| Rábano salvaje     |        | Raphanus sativus var. raphanistroides    |
| Rábano rojo        |        | Raphanus raphanistrum subsp. sativus     |

## Importancia económica y cultural

### Rábano japonés

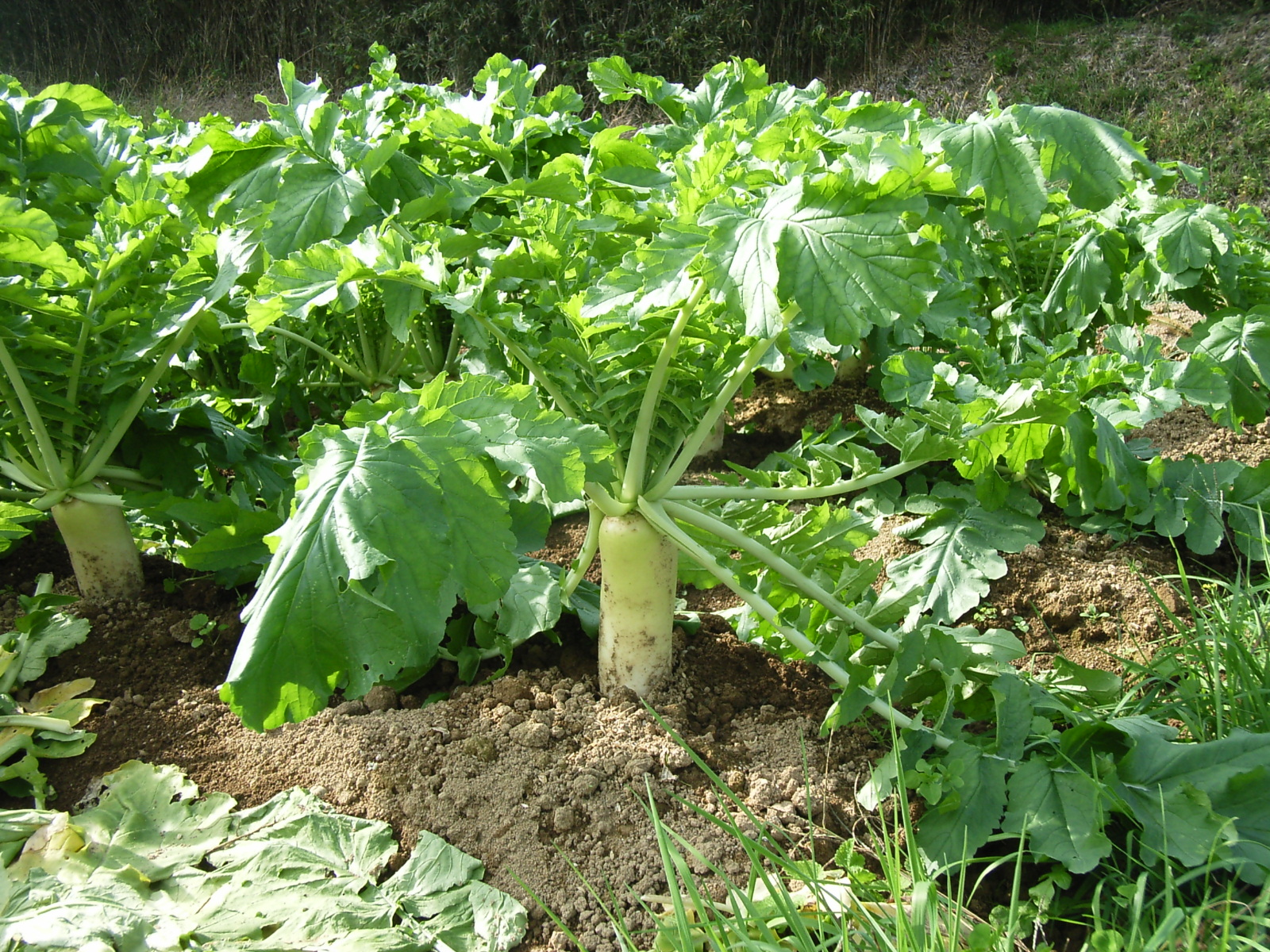
Daikon in situ

El daikon (大根?  literalmente "gran raíz"), rábano daikon, rábano chino (chino: 白萝卜; pinyin: báilóbo; literalmente rábano blanco), o mooli es un rábano blanco gigante del Oriente de Asia, de sabor ligero. Existen muchas variedades de daikon, pero el más común tiene forma de zanahoria gigante, aproximadamente de 20 a 35 cm de largo y de 5 a 10 cm de diámetro.

#### Usos
El daikon es parte esencial de la comida japonesa siendo usado como aderezo para muchos platos como sushi o como vegetal cocido a fuego lento. También es usado como aderezo para acentuar el sabor en las sopas como la sopa de miso.  Es acompañado con el tempura, para mezclarse con la salsa; con salsa de soya, es servido con las hamburguesas de estilo japonés. El daikon picado y seco es llamado kiriboshi daikon (切干大根?), literalmente daikon cortado y secado). Takuan es un producto popular de daikon adobado en sal y salvado de arroz.[cita requerida]
Las hojas frescas de daikon se toman como vegetales.  Asimismo como germinados de rabanito, o brotes de rabanito kaiware -en japonés- tiene sus adeptos.

### Noche de Rábanos
En la ciudad de Oaxaca, México, se celebra cada 23 de diciembre la Noche de Rábanos.

## Cultivo

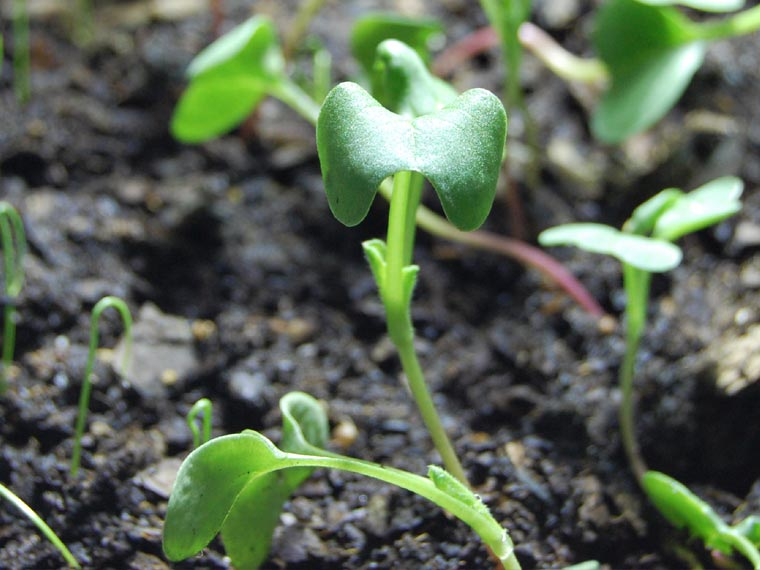
Rábanos recién germinados a los 10 días.

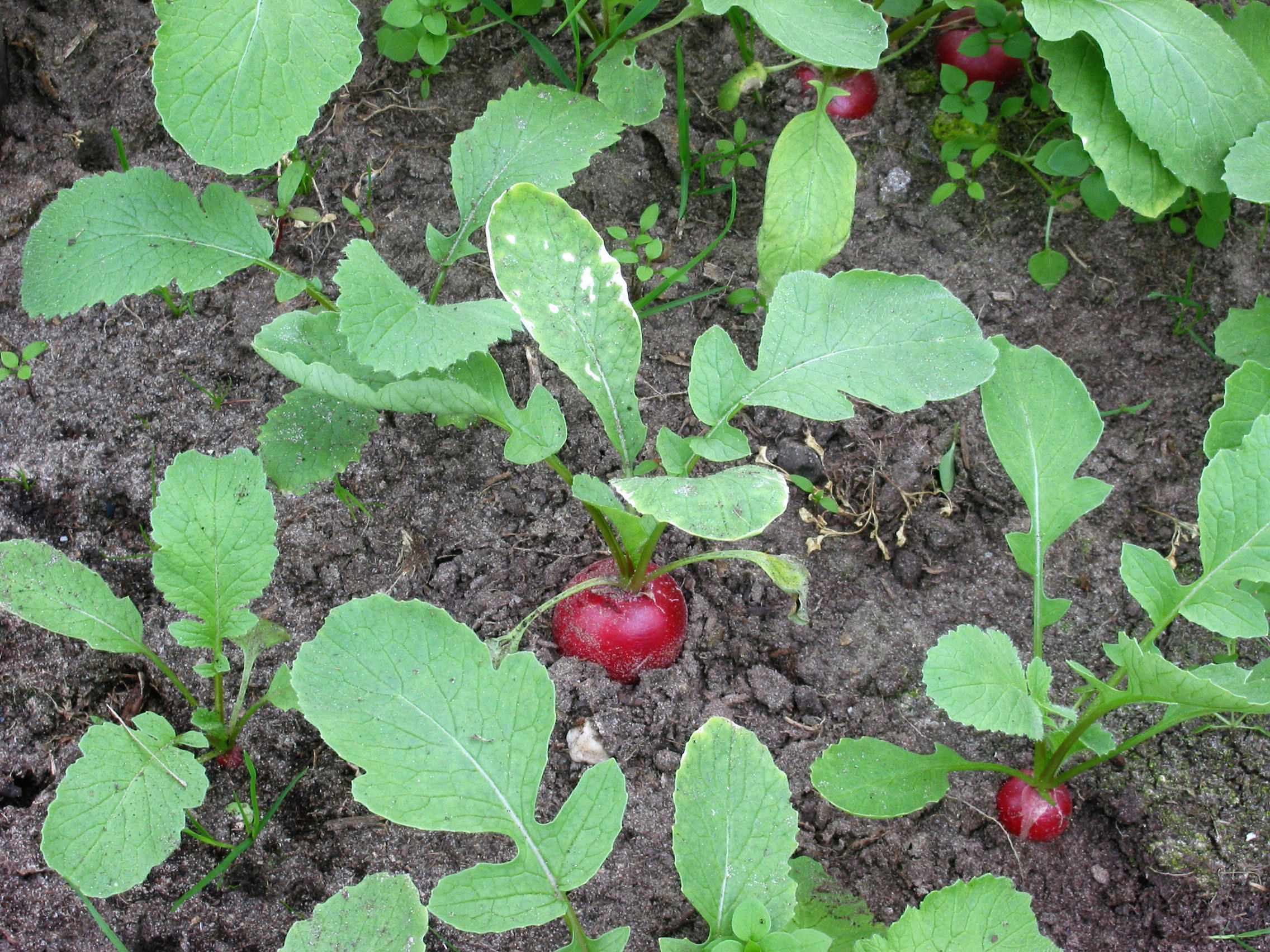
Cultivo de plantas de rábano.

Los rábanos son un cultivo anual de estación fría, de rápido crecimiento. La semilla germina en tres o cuatro días en condiciones húmedas con temperaturas del suelo entre 18 y 29 °C (65 y 85 °F). Las raíces de mejor calidad se obtienen con días de duración moderada y temperaturas del aire en el rango de 10 a 18 °C (50 a 65 °F). En condiciones normales, la cosecha madura en 3 a 4 semanas, pero en climas más fríos pueden ser necesarias entre 6 y 7 semanas. Las variedades de cosecha propia pueden ser mucho más tempranas.
Los rábanos crecen mejor a pleno sol en suelos franco arenosos y ligeros, con un pH de suelo de 6,5 a 7,0, pero para cultivos tardíos, un suelo franco arcilloso es ideal. Los suelos que se secan y forman una costra en clima seco no son adecuados y pueden afectar la germinación. Los períodos de cosecha se pueden extender repitiendo las plantaciones con una o dos semanas de diferencia. En climas más cálidos, los rábanos normalmente se plantan en otoño. La profundidad a la que se plantan las semillas afecta el tamaño de la raíz, desde 1 cm (1⁄2 pulgada) de profundidad recomendada para rábanos pequeños hasta 4 cm (1+1⁄2 pulgada) para rábanos grandes. Durante el período de crecimiento, es necesario aclarar el cultivo y controlar las plantas adventicias, y es posible que se requiera riego.
Los rábanos son un cultivo común en muchas partes del mundo y el rápido ciclo de cosecha los hace particularmente adecuados para huertos infantiles de tipo educativo. Después de la cosecha, los rábanos se pueden almacenar sin pérdida de calidad durante dos o tres días a temperatura ambiente y aproximadamente dos meses a 0 °C (32 °F) con una humedad relativa del 90 al 95 %.

### Planta de acompañamiento
Los rábanos pueden ser útiles como plantas complementarias para muchos otros cultivos, probablemente porque su olor acre disuade a plagas de insectos como pulgones, escarabajos del pepino, gusanos del tomate(Manduca quinquemaculata), chinches de la calabaza (Coreidae) y hormigas. También pueden funcionar como cultivo trampa, alejando las plagas de insectos del cultivo principal. Los pepinos y los rábanos parecen prosperar cuando se cultivan en estrecha asociación entre sí, y los rábanos también crecen bien con perifollo (Anthriscus cerefolium), lechuga (Lactuca sativa), guisantes (Pisum sativum) y capuchinas (Tropaeolum). Sin embargo, reaccionan negativamente al crecer en estrecha asociación con el hisopo (Hyssopus officinalis).

## Nombres comunes
Castellano: erradil, rabaneta (3), rabanete, rabanilla, rabanillo, rabanita, rabanito (4), rabanitos, rabaniza blanca, rabino, rábanito, rábano (28), rábano blanco, rábano blanco redondo, rábano castellano, rábano colorado redondo, rábano común, rábano encarnado, rábano granadino, rábano largo, rábano macho, rábano pajizo, rábano redondo, rábano silvestre (2), rábanos (7), zanahoria. Entre paréntesis, la frecuencia del vocablo en España.